# هیلهم (تنسی)
هیلهم (به انگلیسی: Hilham) یک منطقهٔ مسکونی در ایالات متحده آمریکا است که در شهرستان اورتون، تنسی واقع شده‌است. هیلهم ۳۳۳٫۱۵ متر بالاتر از سطح دریا واقع شده‌است.